# Glochidion oogynum
Glochidion oogynum är en emblikaväxtart som beskrevs av Airy Shaw. Glochidion oogynum ingår i släktet Glochidion och familjen emblikaväxter. Inga underarter finns listade i Catalogue of Life.